# Reculver

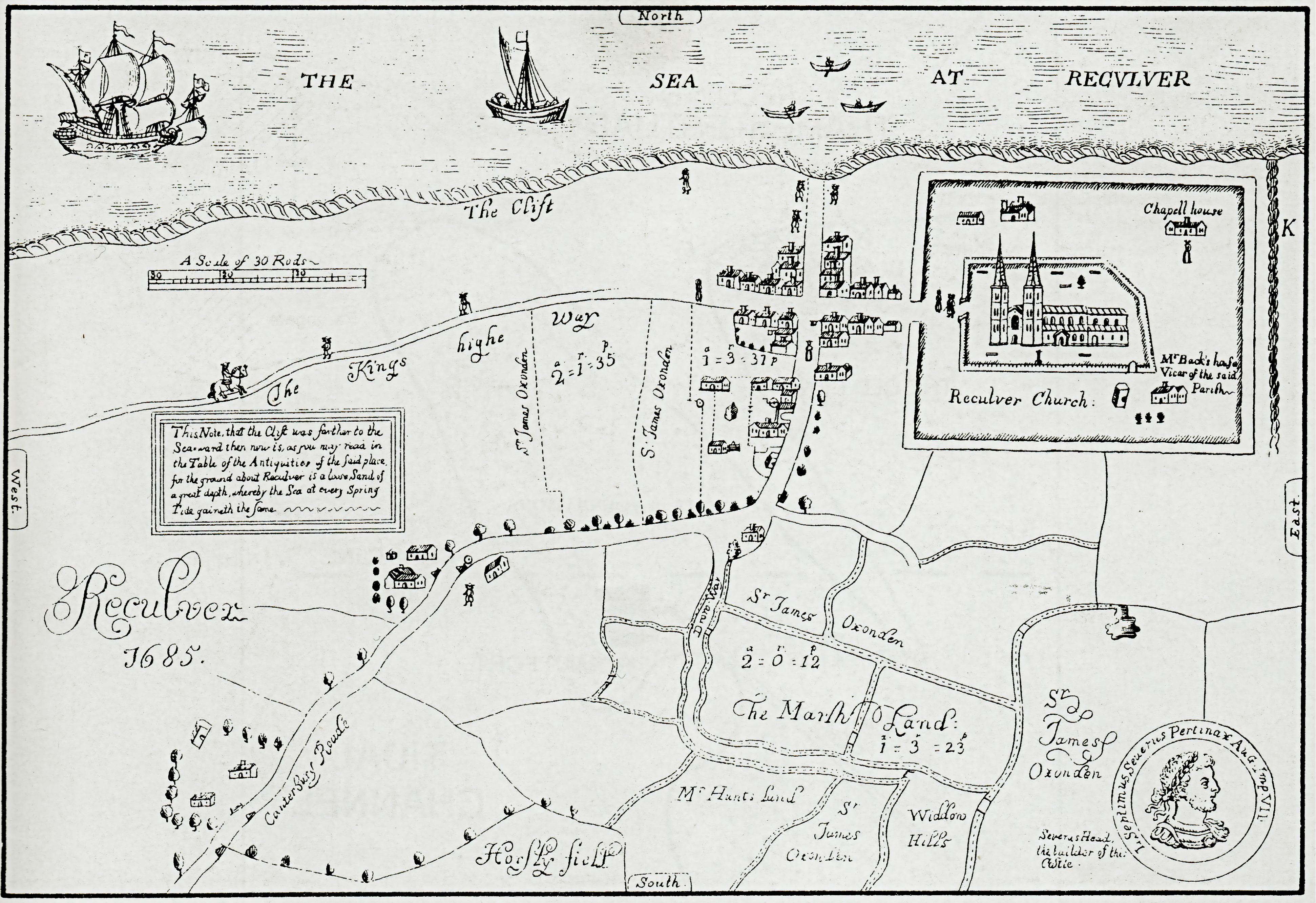
Reculver um 1685

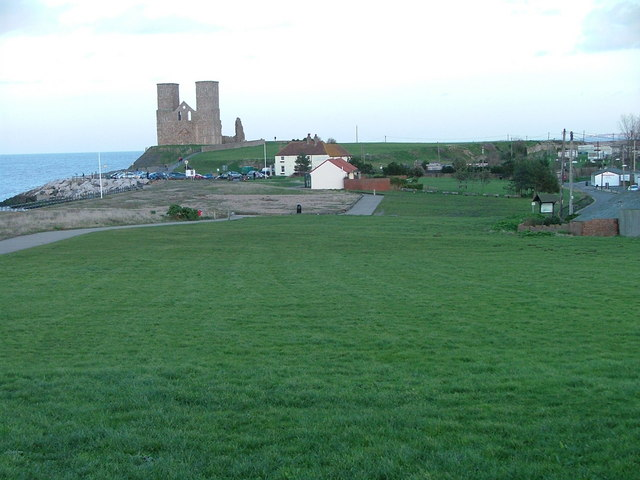
Gelände des ehemaligen Reculver mit den Türmen der alten Marienkirche

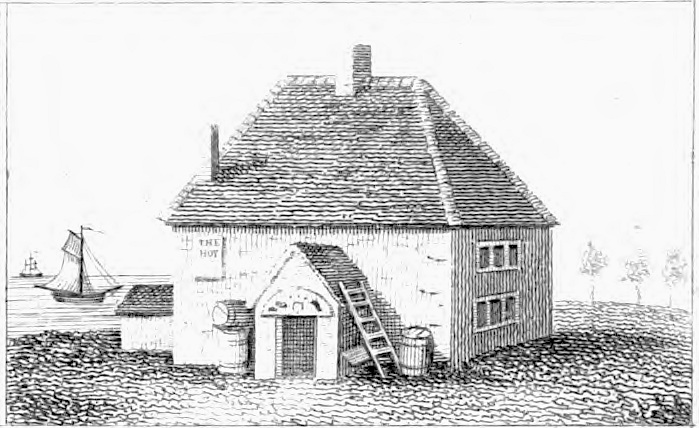
Die aufgegebene Pfarrhaus in Reculver als zeitweiser Ersatz für das Hoy and Anchor Inn 1809: Das ursprüngliche Gasthaus stand nur wenig nördlich der Kirche und westlich des ehemaligen römischen Forts.

Reculver war ein – heute abgesiedeltes – Dorf etwa fünf Kilometer östlich von Herne Bay in der englischen Grafschaft Kent. Das Dorfareal, das u. a. in der Antike mit einem Hilfstruppenkastell und im Mittelalter mit einem Kloster bebaut war, ging Anfang des 19. Jahrhunderts durch Küstenerosion an die See verloren. Heute ist an dieser Stelle nur noch die Ruine der später erbauten Marienkirche zu sehen. Die Reste des Geländes, auf dem einst das Dorf Reculver stand, werden von English Heritage verwaltet.

## Geschichte

### Herkunft des Namens
Die früheste dokumentierte Form des Ortsnamens, Regulbium, ist keltischen Ursprungs und bedeutet im Deutschen „an der Landspitze“ oder „große Landzunge“. Im Altenglischen wurde daraus Raculf, manchmal auch Raculfceastre. Daraus entwickelte sich das heutige Reculver. Die Form Raculfceastre enthält das altenglische Element ceaster (engl.: chester), das vielfach auf eine römische Siedlung oder eingefriedete Stadt verweist.

### Römisches Fort
Während der Eroberung Britanniens, die 43 n. Chr. begann, bauten die Römer ein „kleines Fort“, Regulbium, an dieser Stelle und legten eine Straße nach Canterbury etwa 13,7 Kilometer südwestlich dieses kleinen Forts an, was die Anwesenheit der Römer in Reculver von diesem Zeitpunkt an nachweist. Der Bau eines großen Forts oder Castrum begann Ende des 2. Jahrhunderts. Das Kastell wurde im späten 4. Jahrhundert wieder aufgegeben.

### Verlust an die See
In der Spätantike und im Mittelalter war das neben dem römischen Fort entstandene Dorf prosperiert und eine Marienkirche erbaut worden. Eadberht II., König von Kent, soll 764 in Reculver bestattet worden sein, so der Chronist Thomas Elmham im 15. Jahrhundert.
Zu Beginn der Neuzeit allerdings hatte die Siedlung mit Landverlusten durch Küstenerosion zu kämpfen. Um 1540, als John Leland einen Besuch dort aufzeichnete, hatte sich die Küstenlinie im Norden sich auf wenig mehr als 400 Meter von der „Stadt, [die] damals aber eher [nur noch] ein Dorf [war]“, zurückgezogen. Wenig später, 1576, beschrieb der Altertumsforscher William Lombarde Reculver als „arm und einfach“. 1588 gab es in Reculver 165 Teilnehmer an der heiligen Kommunion und 1640 waren es 169, aber eine Landkarte von etwa 1630 zeigt, dass die Kirche nur noch etwa 150 Meter von der Küste entfernt stand. Im Januar 1658 wurde den örtlichen Friedensrichtern eine Petition über die „Übergriffe der See (…), [die] seit Michaelmas [29. September 1657] Land von sechs Ellen (30 Meter) geraubt haben und zweifellos mehr Schaden anrichten werden“ überreicht. Die Tatsache, dass es in den 1660er-Jahren nicht mehr möglich war, zwei „Bier-Geschäfte“ im Dorf zu erhalten, weist klar auf die Bevölkerungsabnahme hin, und Ende des 18. Jahrhunderts wurde das Dorf größtenteils aufgegeben und die Bewohner zogen nach Hillborough etwa 2 Kilometer südwestlich von Reculver aber noch im selben Pfarrsprengel um. John Pridden schreibt 1787, dass in Reculver die einzigen erhältlichen Waren „trockene Kekse, schlechtes Bier, sauerer Käse oder schwacher Schwarzgebrannter“ gewesen seien.
Die Sorge um die Erosion der Klippe, auf der die Kirche steht, und um eine mögliche Überflutung des Dorfes veranlasste die Ablaufkanalkommission, Küstenschutzeinrichtungen installieren zu lassen, die bis 1783 aus Pfeilern und Brettern bestanden. Dann wandten sie ein System von Sir Thomas Page an, um die Kirche zu schützen: Die Küstenschutzeinrichtungen hatten sich nämlich als kontraproduktiv erwiesen, da das Meerwasser sich hinter ihnen staute und die Klippe weiter unterspülte. Davor hatten laut John Duncombe „die Ablaufkanalkommission und die Nutzer, die Steuern bezahlten, nur Interesse daran, das Bodenniveau zu sichern, das überflutet werden musste, wenn der Hügel vom Wasser abgetragen wäre“. Im Jahre 1787 war Reculver „zu einem unwichtigen Dorf geschrumpft, das nur dünn mit Häusern von Fischern und Schmugglern bedeckt war“.
Im September 1804 führte eine Sturmflut zur Zerstörung von fünf Häusern, von denen eines „ein altes Gebäude, unmittelbar gegenüber dem Pub [war], das so aussah, als sei es Teil eines mönchischen Baus gewesen“. Im Folgejahr waren laut den Aufzeichnungen des Pfarreiangestellten John Brett „die Kirche und das Dorf Reculver in Sicherheit,“ aber 1806 begann die See, auf das Dorf überzugreifen. 1807 bauten örtliche Bauern die Küstenschutzeinrichtungen ab und danach wurde „das Dorf vollständig der Gnade der See preisgegeben“.
Heute steht die Kirchenruine unter der Verwaltung von English Heritage und das Dorf ist fast vollständig verschwunden.